# Sapekhburto K'lubi Merani Tbilisi
Il Sapekhburto K'lubi Merani Tbilisi (in georgiano საფეხბურთო კლუბი მერანი თბილისი?), meglio nota come Merani Tbilisi è una società calcistica georgiana con sede nella città di Tbilisi. Nella sua storia ha disputato per dieci stagioni la Umaglesi Liga, massima serie del campionato georgiano di calcio.

## Storia
Il club venne fondato nel 1991 e nello stesso anno venne promosso in Pirveli Liga, la seconda serie georgiana. Nel 1993 il Merani si fuse con il Bacho e cambiò denominazione in Merani-Bacho Tbilisi. Nel 1995 la seconda squadra, il Merani-91 Tbilisi, divenne la prima squadra e al termine della stagione 1995-1996 vinse il gruppo est della Pirveli Liga, venendo promosso per la prima volta in Umaglesi Liga, la massima serie nazionale. Nella stagione 1996-1997 concluse il campionato di Umaglesi Liga al quarto posto, venendo così ammesso alla Coppa Intertoto per l'edizione 1997: sorteggiato nel gruppo 12, concluse con due partite vinte e due perse e venendo eliminato dal torneo. Nella stagione 1997-1998 concluse il campionato al settimo posto con sette punti di penalizzazione, di cui cinque comminati a causa dell'aggressione subita dall'arbitro nella partita disputata in casa contro la Dinamo Batumi. Nel dicembre 2002 il Merani-91 vendette il proprio posto in Umaglesi Liga all'Olimpi Tbilisi a causa di problemi finanziari e per coprire parte dei debiti contratti. La squadra completò il campionato come Merani-Olimpi guadagnando la salvezza. Nel 2003 la vecchia società si ricostituì come Merani Tbilisi e si iscrisse al campionato regionale, ma già nel 2004 andò incontro ad un'altra fusione creando il Milani-Merani Tsnori. Nell'estate 2005 tornò alla denominazione Merani Tbilisi e la sede tornò a Tbilisi. Al termine della stagione 2005-2006 concluse il campionato di Pirveli Liga al secondo posto, venendo così promosso in Umaglesi Liga. Il ritorno in massima serie durò due sole stagioni e al termine della Umaglesi Liga 2007-2008 concluse al dodicesimo posto e venne retrocesso.

## Palmarès

### Competizioni nazionali
- Erovnuli Liga 2: 1

2019

### Altri piazzamenti
- Coppa di Georgia:

Semifinalista: 1996-1997, 2000-2001
- Erovnuli Liga 2:

Secondo posto: 2005-2006

## Statistiche

### Partecipazione alle competizioni UEFA
| Stagione | Torneo          | Turno         | Club          | Andata | Ritorno | Totale |
| -------- | --------------- | ------------- | ------------- | ------ | ------- | ------ |
| 1997     | Coppa Intertoto | Fase a gironi | Torpedo Mosca | 0-2    | 0-2     | 0-2    |
| 1997     | Coppa Intertoto | Fase a gironi | Iraklis       | 0-2    | 0-2     | 0-2    |
| 1997     | Coppa Intertoto | Fase a gironi | Floriana      | 5-0    | 5-0     | 5-0    |
| 1997     | Coppa Intertoto | Fase a gironi | Ried          | 3-1    | 3-1     | 3-1    |